# Dunstanoides kochi
Dunstanoides kochi là một loài nhện trong họ Amphinectidae. Loài này phân bố ở New Zealand.